# Objasnenije v ljubvi
Objasnenije v ljubvi (russisk: Объяснение в любви) er en sovjetisk spillefilm fra 1977 af Ilja Averbakh.

## Medvirkende
- Ewa Szykulska som Zinotjka
- Jurij Bogatyrjov som Filippok
- Kirill Lavrov som Gladisjev
- Angelina Stepanova
- Bruno Frejndlikh